# Ząbkowice Śląskie
Ząbkowice Śląskie (niem. Frankenstein, cz. Frankenštejn, łac. Francosteina, Franckensteinum) – miasto w Polsce, w województwie dolnośląskim, siedziba powiatu ząbkowickiego oraz gminy miejsko-wiejskiej Ząbkowice Śląskie.

## Położenie
Ząbkowice Śląskie położone są w południowej części województwa dolnośląskiego w powiecie ząbkowickim, którego są siedzibą. Miasto leży na Przedgórzu Sudeckim nad Budzówką, która jest lewym dopływem Nysy Kłodzkiej. Ząbkowice Śląskie leżą na wysokości 287 m n.p.m. Według danych GUS z 1 stycznia 2023 r. powierzchnia miasta wynosiła 13,66 km² (442. miejsce w kraju), natomiast gęstość zaludnienia 1051 osób/km² (20. miejsce w województwie). Ząbkowice Śląskie historycznie leżą na Dolnym Śląsku. W latach 1975–1998 miasto administracyjnie należało do woj. wałbrzyskiego.

## Historia

### Początki Ząbkowic Śląskich
Dokładna data powstania Ząbkowic Śląskich nie jest znana, jednak z przekazów pośrednich wynika, że stało się to ok. 1280. Najstarszy dokument, w którym wymienia się civitas Frankenstein nosi datę 10 stycznia 1287.
Ząbkowice powstały koło starszej wsi Sadlno (obecnie w granicach miasta), dokładnie w miejscu, gdzie krzyżowały się ważne drogi handlowe: trakt z Wrocławia do Pragi z drogą biegnącą z biskupiej Nysy do Świdnicy. Ulokowano je dokładnie w połowie drogi pomiędzy dwiema nieudanymi próbami wcześniejszych lokacji miejskich – Przyłękiem i Kozińcem. Nowo powstałe miasto, które z założenia miało przejąć po obu tych miastach funkcję bardziej znaczącego ośrodka miejskiego, przejęło również części ich nazw – od Przyłęku (Frankenbergu) od Kozińca (Löwenstein), tworząc miasto o nazwie Frankenstein.

### Rozwój miasta w średniowieczu

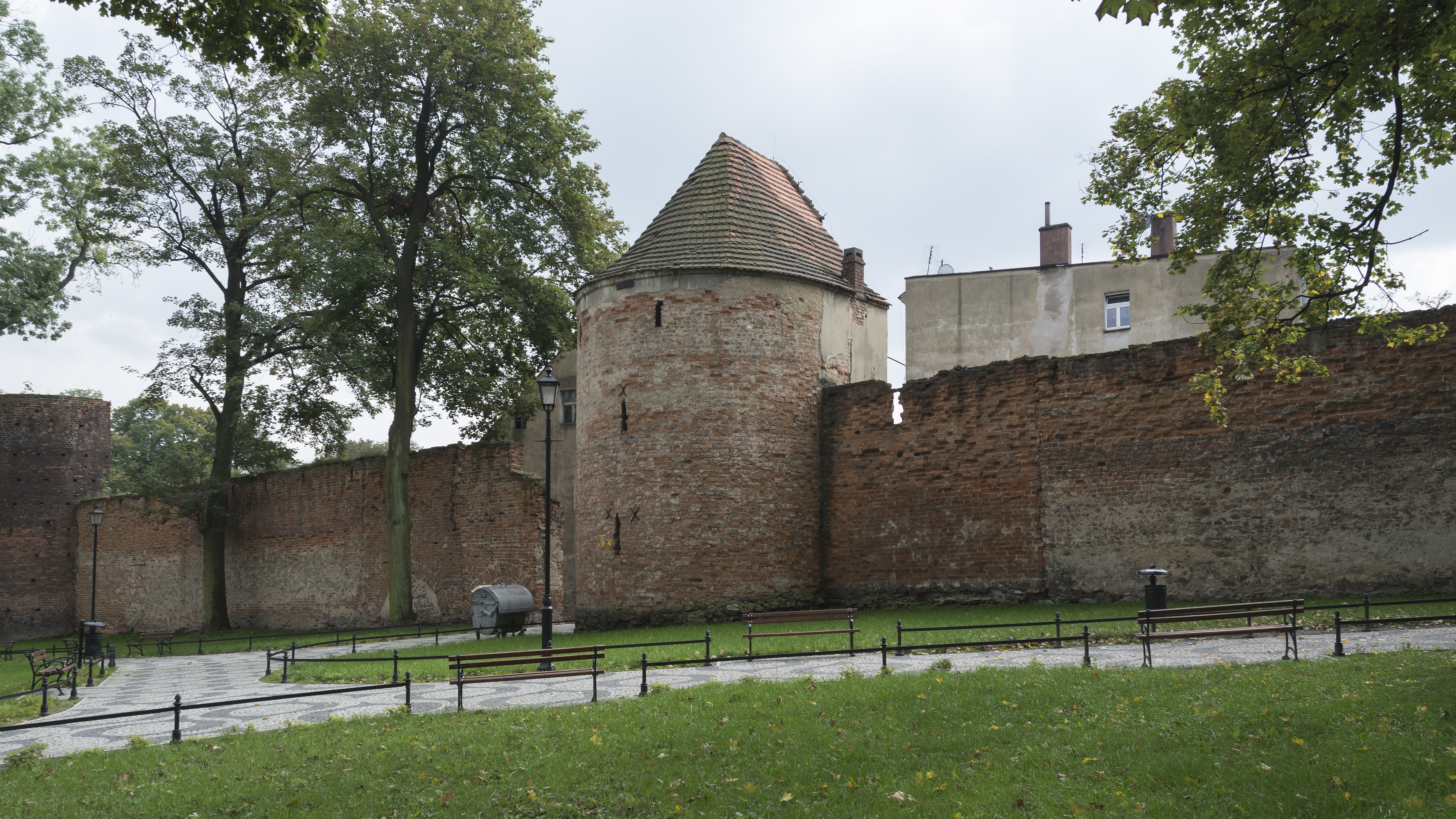
Mury obronne z XIII/XIV w.

Miasto, oprócz korzystnego usytuowania na przecięciu ważnych szlaków, posiadało równie ważne świetne usytuowanie obronne, znalazło się ono bowiem na obszarze o stromo opadających zboczach, otoczonych mokradłami i rozlewiskami rzek Budzówki i Węży. Pierwsze obwarowania, jakie otrzymało miasto, były typu drewniano-ziemnego i najprawdopodobniej istniały aż do lat 30. XIV wieku, kiedy to zastąpiono je murem kamiennym. Najsłabsza militarnie była północna, położona od Wrocławia strona miasta, gdzie miasto nie miało naturalnej ochrony w postaci stromego zbocza.

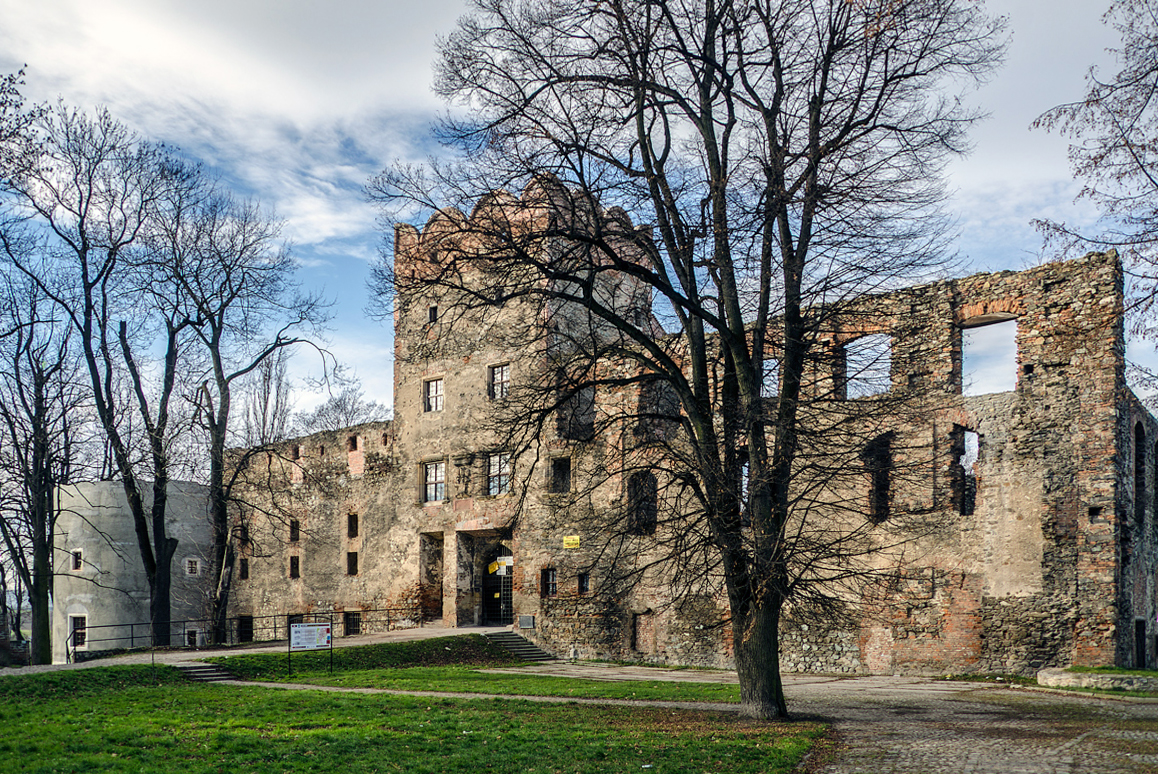
Ruiny zamku z XIV w.

Wyrazem troski o rozwój miasta w średniowieczu były nadawane książęce przywileje. Ząbkowiccy mieszczanie już od momentu lokacji posiadali prawo wolnego połowu ryb we wszystkich rzekach i potokach w promieniu 1 mili. Już w 1298 r. Ząbkowice otrzymały od księcia świdnickiego Bolka I prawo składu soli i ołowiu, polegające na obowiązku wystawiania tych artykułów w mieście przez przejeżdżających tędy kupców. W tym samym roku miasto otrzymało prawo mili, oznaczające zakaz zakładania w promieniu jednej mili od miasta kramów, jatek i karczem, monopolizując w ten sposób swoje interesy w okolicy. W 1300 r. powstała huta szkła. O tym, że Ząbkowice odgrywały w średniowieczu ważną rolę świadczy również fakt istnienia w nich już na początku XIV w. szkoły miejskiej oraz ukształtowania się miasta jako ośrodka sądownictwa. Już od czasów lokacji w mieście funkcjonowały sądy wójtowskie i ławnicze. W 1325 ustanowiono w Ząbkowicach sąd dworski, a w 1351 miasto otrzymało wyższe prawa sądownicze. W Ząbkowicach, podobnie jak w innych miastach lokowanych na prawie niemieckim, władzę sprawował dziedziczny wójt, którego urząd był zbliżony pod względem społecznym do stanu rycerskiego. Ząbkowicki urząd wójta przez całe średniowiecze piastowała rodzina Reichenbach. Ostateczna likwidacja urzędu wójta i przejęcie władzy nad miastem przez radę miejską nastąpiło w 1536.
Od 1322 r. miastem władał Bolko II ziębicki, który obronił je w 1335 r. przed czeskim królewiczem Karolem Luksemburskim. Później jednak, z powodu tarapatów finansowych, Bolko II książę ziębicki oddał miasto Ząbkowice w zastaw, po czym w 1351 jego następca Mikołaj ostatecznie sprzedał je czeskiemu królowi Karolowi IV Luksemburskiemu. Ten uczynił go stolicą utworzonego wówczas dystryktu miejskiego, będącego pierwowzorem powstałego w XVIII wieku samodzielnego powiatu ząbkowickiego. Od tej pory aż do wojen husyckich władza zwierzchnia w mieście należała do namiestników królewskich.

### Pod różnymi koronami

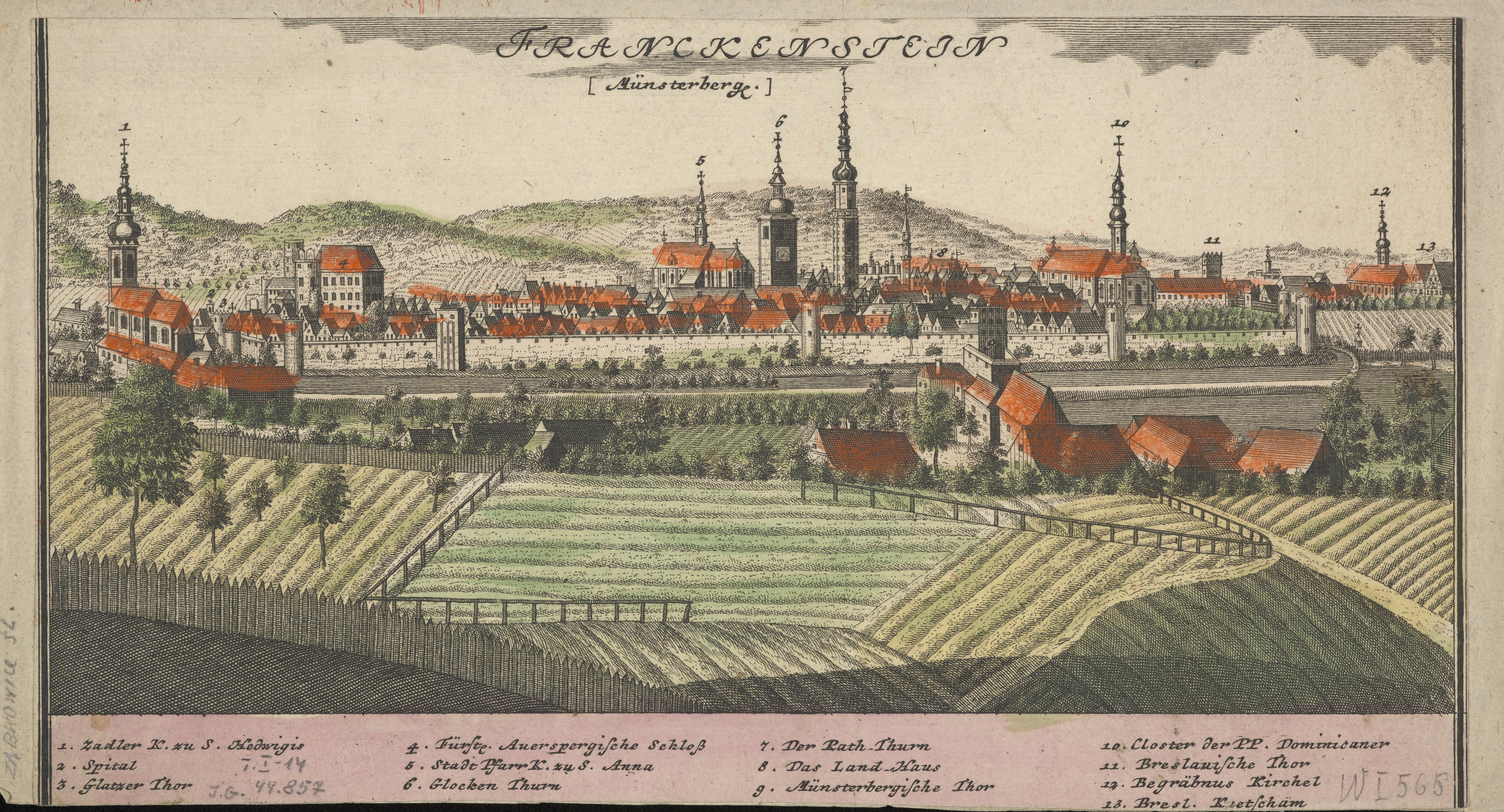
Widok Ząbkowic sprzed 1800

W latach 1454–1569 Ząbkowice były własnością czeskiego rodu Podiebradów. Od 1569, kiedy zakończyło się panowanie rodu Podiebradów, w imieniu Cesarstwa Ząbkowicami administrował starosta. Wiek XVII nie był przyjazny w skutkach zarówno dla ząbkowickich mieszczan, jak też dla miejskiej architektury, a wszystkiemu była winna wojna trzydziestoletnia, która w 1632 zawitała do bram Ząbkowic. W okresie do 1648 miasto było wielokrotnie szturmowane, plądrowane i podpalane. Wiek XVIII i XIX były okresem dynamicznego rozwoju miasta. Powstało wiele nowych kamienic i budowli, również o charakterze wojskowym, m.in. ok. 1763 powstał budynek komendantury wojskowej, w którym w 1778 posiadał przez kilka dni swoją kwaterę Fryderyk II Wielki, król pruski. Miasto liczyło wówczas ponad 4 tysiące mieszkańców i posiadało 444 domostwa plus 8 w wieżach. W 1778 wprowadzono numerację domostw położonych na terenie całego miasta.  Pierwsze latarnie uliczne zaświeciły się w 1815. Po uruchomieniu gazowni miejskiej w 1863 zainstalowano oświetlenie gazowe ulic. W 1826 Fryderyk Chopin przejeżdżał przez miasto.

### Rewolucja przemysłowa
Od 1806 Ząbkowice posiadały już własną drukarnię, w której od 1821 drukowano pierwszą gazetę miejską „Frankensteiner Stadtblatt”. Jeszcze na początku XIX w. Ząbkowice w całości były otoczone murami obronnymi z licznie zachowanymi wieżami i bastejami, a wokół miasta i zamku istniały fosy. Wieże bramne były wyższe od pozostałych, miały kształt kwadratowy, a wybudowane były z cegły. Znajdowały się przy nich niewielkie domy bramnych, czyli ludzi odpowiedzialnych za otwieranie i zamykanie bram miasta. W innych wieżach murów obronnych miasta mieszkali biedacy i pospólstwo pozbawione własnego dachu nad głową.

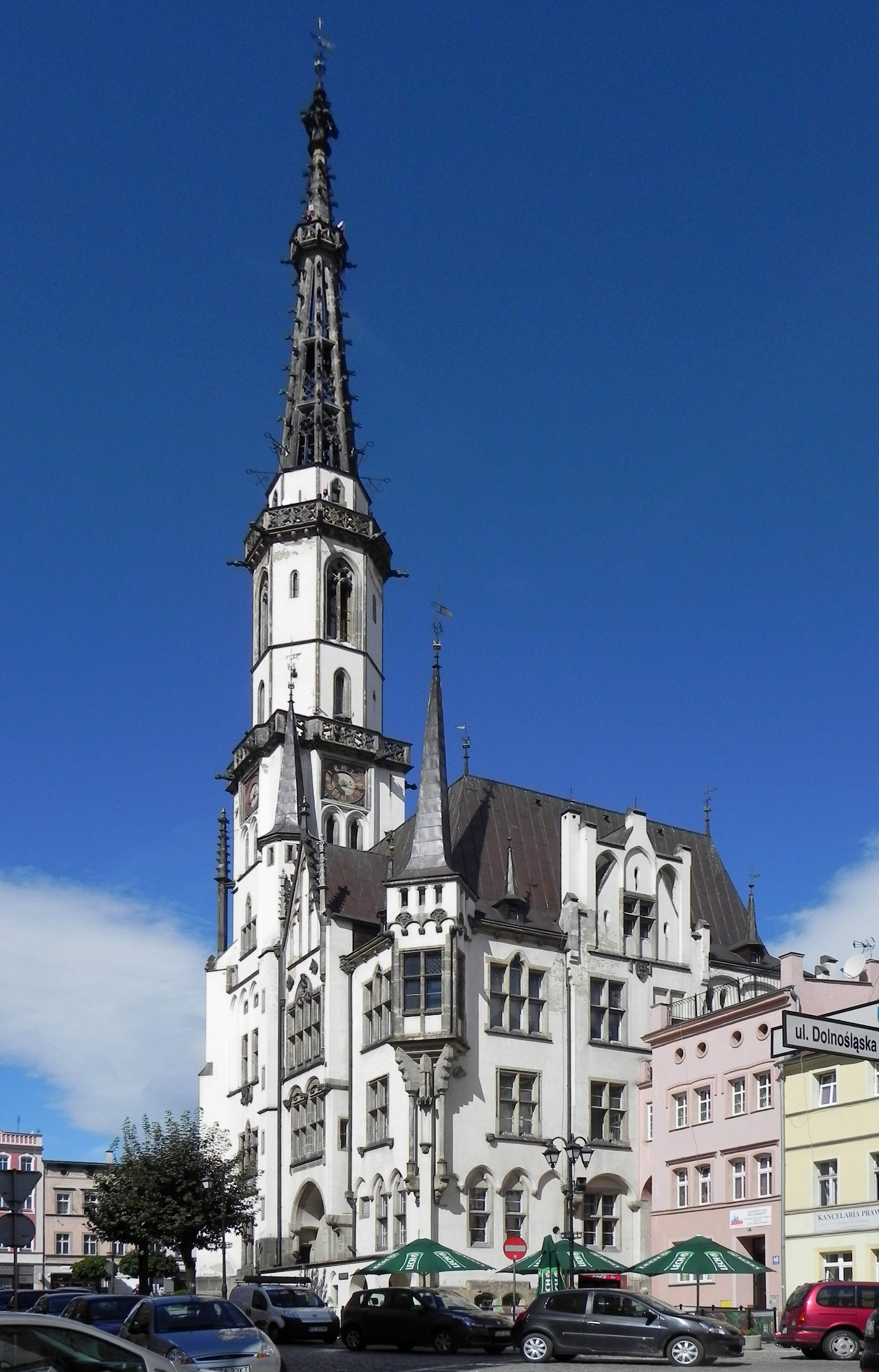
Ratusz z XIX wieku

W 1815 przystąpiono do rozbiórki fortyfikacji miejskich. Jako pierwszą rozebrano Bramę Ziębicką, kolejno zlikwidowano górną partię murów miejskich pomiędzy Bramą Ziębicką a Bramą Wrocławską, aby następnie zasypać na tym odcinku fosę i utworzyć w jej miejscu promenadę. Pomimo tych przemian, urbanistyczny i architektoniczny kształt Ząbkowic nie uległ na przestrzeni sześciu wieków zasadniczym przeobrażeniom. Nastąpiło to dopiero w wyniku największego w dziejach miasta pożaru, który wybuchł w sobotę 24 kwietnia 1858 o godz. 14.30. Ogień, który zaprószyły bawiące się dzieci, szybko rozprzestrzenił się spod Bramy Srebrnogórskiej na całe miasto, a nawet na sąsiednią wieś Sadlno. W ciągu paru godzin zniszczeniu uległo właściwie całe miasto. Ogień strawił większość rynkowych kamienic, górną część Krzywej Wieży, doszczętnie zniszczył ratusz oraz pochłonął 27 ludzkich ofiar.
W II poł. XIX w. i na początku XX w. nastąpił najdynamiczniejszy w historii rozwój Ząbkowic. W śródmieściu, w miejsce strawionych ogniem domostw, zbudowano wiele nowych kamienic, powstały również nowe szpitale i szkoły, np. szkoła podstawowa nr 1 i gimnazjum nr 2. W tych samych latach wybudowano nowoczesne wodociągi miejskie (1894), a wkrótce potem nową kanalizację miejską. 14 listopada 1898 poświęcono kościół Zakładu Opiekuńczego Diakonis Tabita z masywną dzwonnicą zwieńczoną strzelistą wieżyczką (rozebrany po 1945). W 1858 miasto otrzymało bezpośrednie połączenie kolejowe z Jaworzyną Śląską, a w 1874 – z Kamieńcem Ząbkowickim. W 1905 w mieście mieszkały 8404 osoby, w tym 98,9% Niemców, 0,6% Żydów i 0,2% Polaków. 77,7% mieszkańców było katolikami, zaś 21,7% – ewangelikami.
W 1932 w wyniku wielkiej reformy w Niemczech zlikwidowano powiat ziębicki, a miasto Ziębice wraz z okolicami włączono do wielkiego powiatu ząbkowickiego, którego stolicą pozostały Ząbkowice. Powiat ten w niezmienionych granicach funkcjonuje również dziś.
U schyłku II wojny światowej, w styczniu 1945, Niemcy przenieśli do miasta część więźniów Twierdzy Kłodzko. Miasto uniknęło przejścia frontu i zniszczeń w 1945.

### Po wojnie
Po II wojnie światowej miasto wraz z prawie całym Dolnym Śląskiem weszły w granice Polski; niemiecka ludność miasta została wysiedlona w nowe granice Niemiec. 7 maja 1946 zatwierdzono nową urzędową nazwę Ząbkowice Śląskie. W okresie powojennym wiele indywidualnych osób angażowało się w proces renowacji i zachowania zabytków miasta. W 1964 odrestaurowano Krzywą Wieżę, którą po 23 latach ponownie udostępniono zwiedzającym, a w 1972 utworzono Regionalną Izbę Pamiątek przy ul. Krzywej. Tym niemniej i tu zaznaczyły się uwarunkowania i ograniczenia społeczne, gospodarcze i polityczne PRL: architektura miasta uległa daleko idącym zaniedbaniom, których ukoronowaniem stało się wyburzenie zabytkowej, północnej pierzei rynku i zastąpienie jej niskiej jakości blokiem mieszkalnym. Lata 90. XX wieku to przede wszystkim renowacja i zmiana wyglądu rynku, kompleksowa restauracja ratusza, zabezpieczenie ruin zamku oraz odrestaurowanie jego podziemi.
W styczniu 2019 przy ul. Ciasnej dokonano odkrycia średniowiecznej studni o głębokości 17,5 m i średnicy 130 cm.

## Zabytki

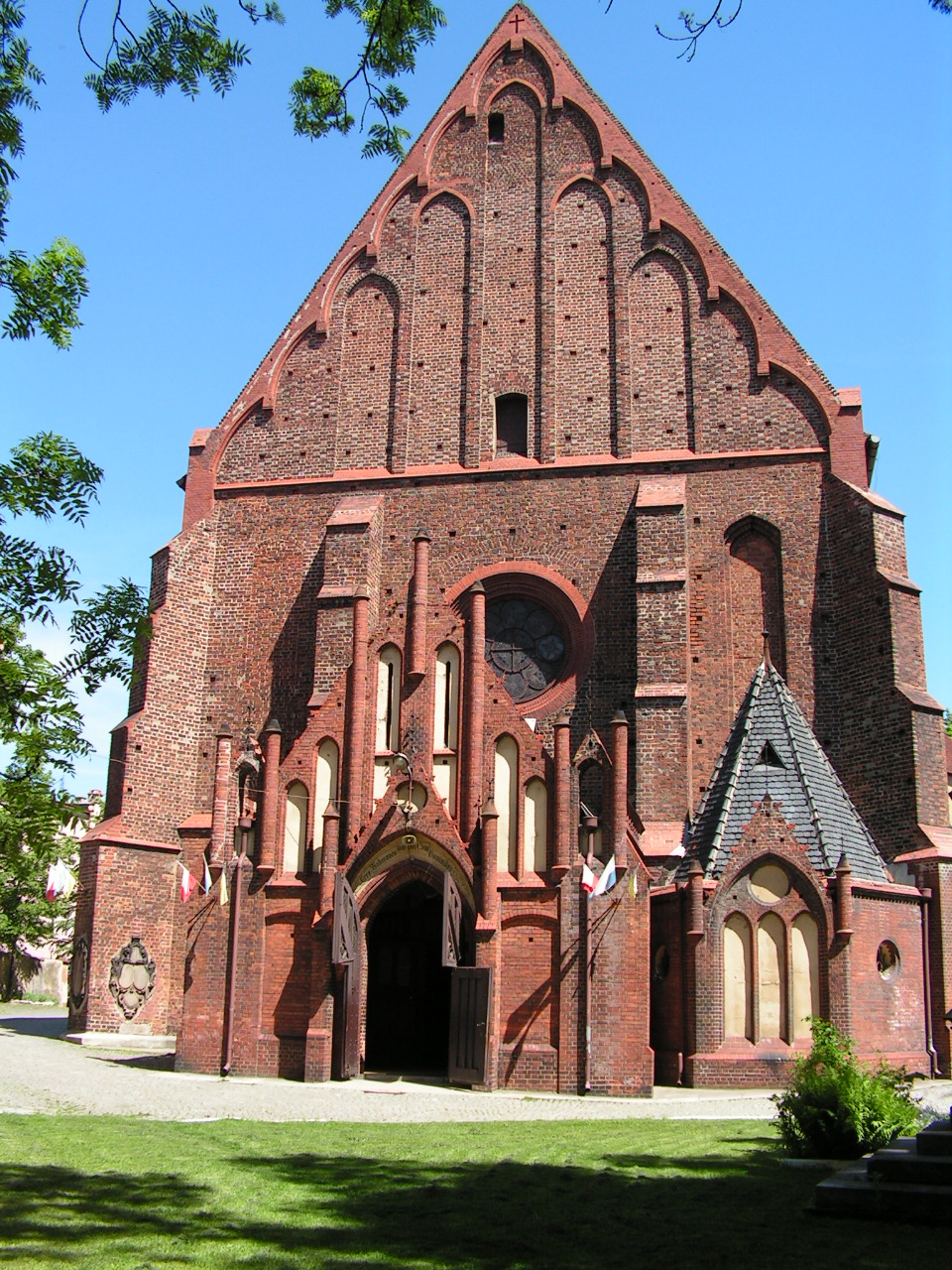
Kościół pod wezwaniem Św. Anny

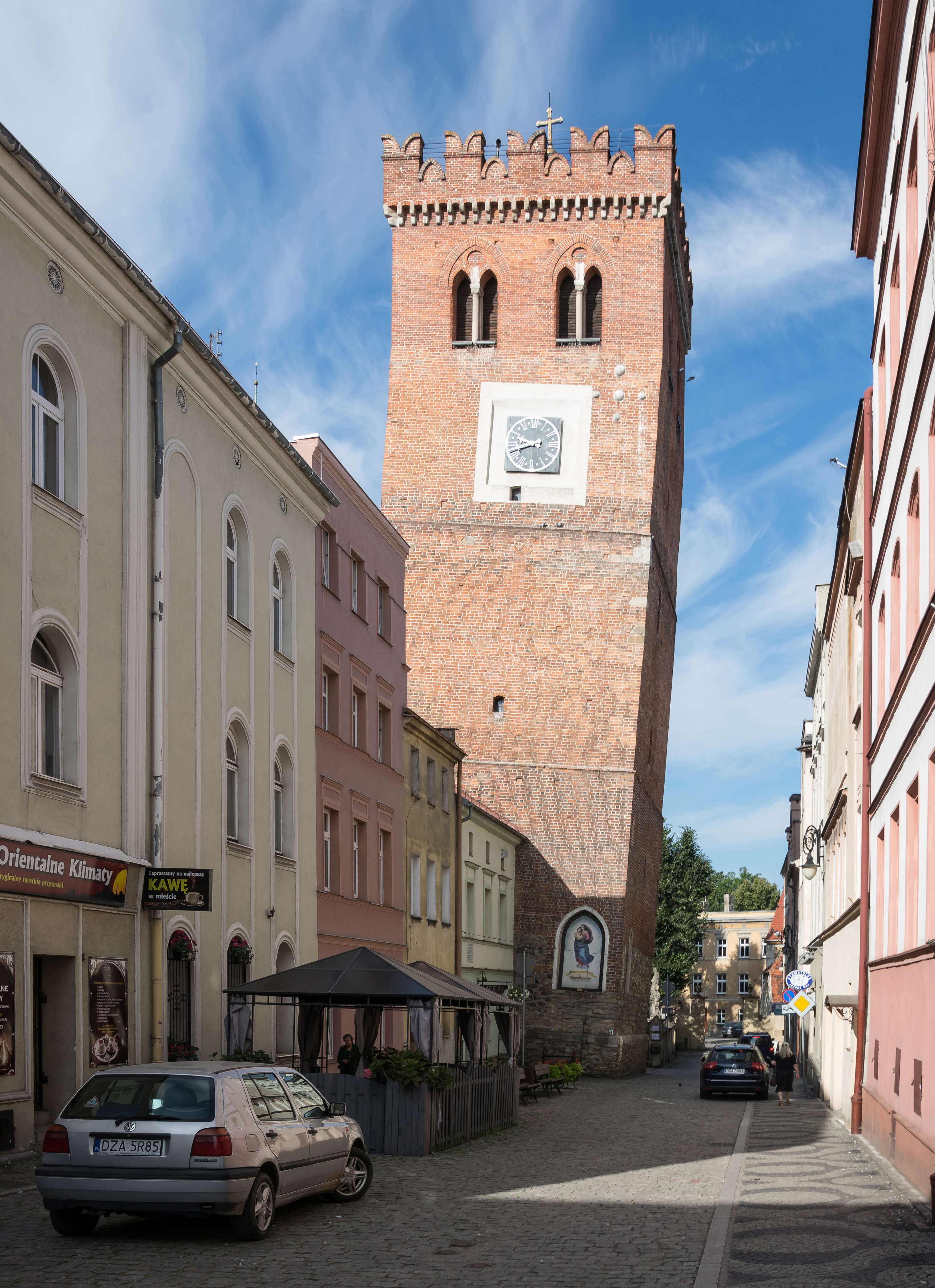
Krzywa Wieża

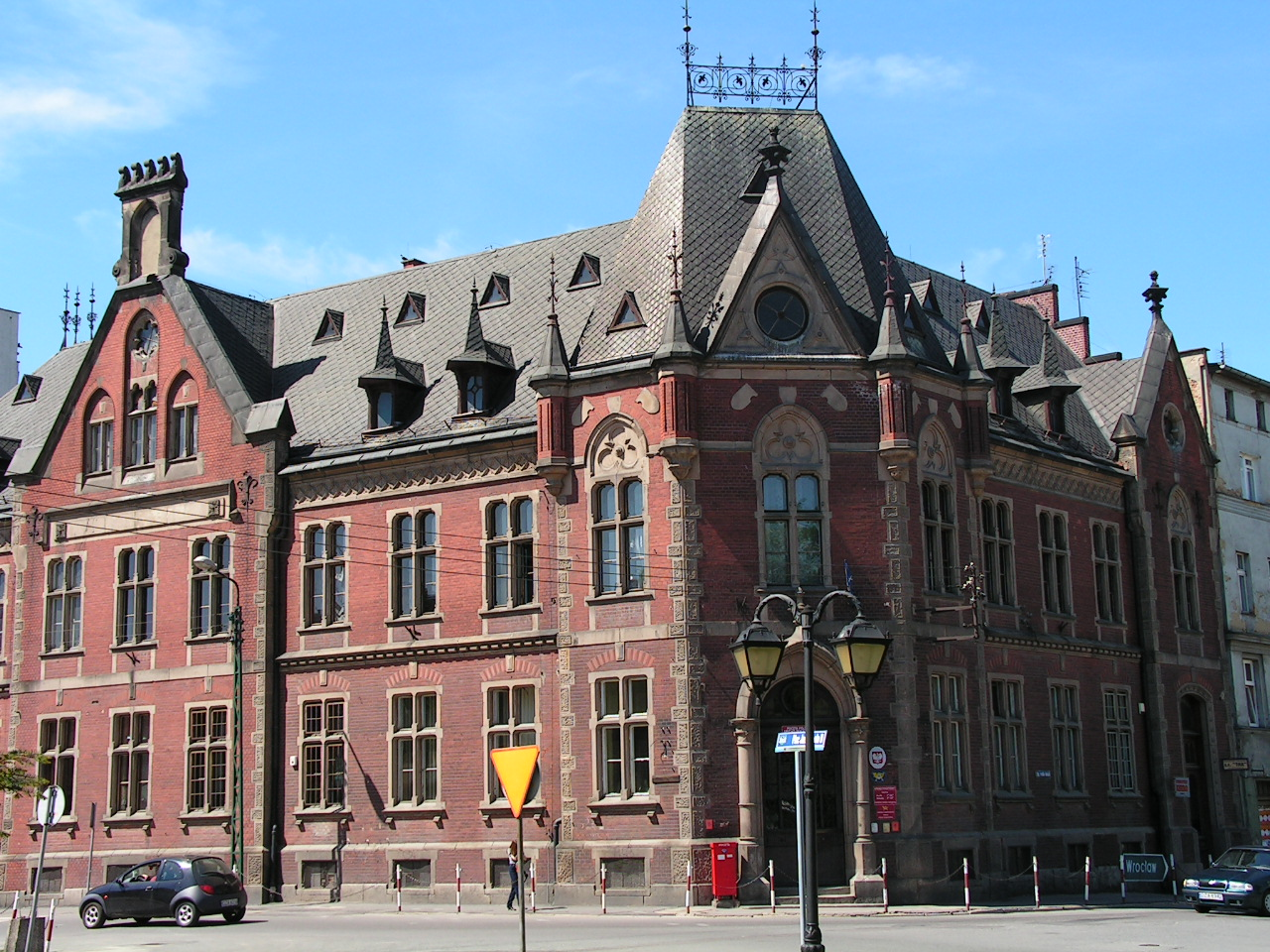
Budynek Poczty Głównej

Do wojewódzkiego rejestru zabytków wpisane są:
- ośrodek historyczny miasta
- kościół parafialny pw. św. Anny, ul. św. Wojciecha 7, z XIV w./XV w.
- dzwonnica – Krzywa Wieża, z 1413, 1860
- zespół klasztorny dominikanów, z XIV w.–XVIII w., w skład którego wchodzą klasztor i kościół pw. Podwyższenia Krzyża Świętego
- kaplica szpitalna pw. św. Jerzego, obecnie parafialna cerkiew prawosławna pw. św. Jerzego, ul. Kłodzka, z poł. XIV w., w l. 1720, 1806
- kaplica cmentarna, obecnie kościół polsko-kat. pw. NMP, ul. 1 Maja, z 1728, 1857
- cmentarz komunalny, ul. Handlowa, z XVI w. – drugiej poł. XIX w.
- zamek ząbkowicki, z XIV w.[12]-XV w., w l. 1524–1532
- mury obronne, z XIII/XIV w.
- baszta Gołębia, ul. Prusa, z lat 1504–1516
- ratusz miejski, neogotycki z lat 1862–1864
- most św. Jana, z 1553, 1896
- dom, ul. Aliantów 2, z XV w., 1860
- domy, ul. Armii Krajowej 1, 4, z XV–XVI w., 1860; nr 8, z XIX w.
- szpital, ul. Bolesława Chrobrego 5, z lat 1903–1905
- dom, ul. Ciasna 4, z XVI w., 1870
- dom, ul. Dolnośląska 1, 6, 11, z lat 1800–1860
- dom, ul. Grunwaldzka 2, 4, 15, 19, 21, 23, z XVI w., XVIII w., XIX w.
- dom, ul. Konopnickiej 1, z XVI w., 1700, 1858
- domy, ul. Kościuszki 1, 5, 7, 8, 9, 17, 19, 21, 23, 29, z XV w., w. XVI w., XVII/XVIII w., XIX w.
- dom rycerza Kauffunga, obecnie Izba Pamiątek Regionalnych, ul. Krzywa 1, z XVI w., XIX w.
- dom, ul. Krzywa 6 (9), z XVIII w.
- dwór opatów henrykowskich, obecnie klasztor, ul. Krzywa 12 (d.10), z 1710
- domy, ul. 1 Maja 4, 5, 17/19, 18, po 1830, po 1870, 1910, XX w.
- willa, ul. Niepodległości 11, z połowy XIX w.
- dom, ul. Prusa 20, z XIX w.
- dom, ul. Reymonta 1, z XV-XVII w., 1870
- domy, Rynek 1, 2, 3, 6, 7, 9, z oficyną, 18 fasada, 21 fasada, 23, 25, 26, 27, 30, 31, 32, 33, 34, 35, 36, 37, 38, 39, 40, 42, 43/44, 45, 47, 48, 50, 51, 52, z XV/XVI, XVII w., XVIII w., w latach 1860–1870, XIX w.
- Dom Stanów Ziemskich, Rynek 22, z XVIII w. w.
- dawna gospoda, obecnie biura, Rynek 29, z XV/XVI w., XIX w.
- dom, ul. św. Wojciecha 1, 2, 1860, nr 6, z drugiej połowy XVI w., poł. XIX w.
- szkoła par., obecnie plebania, ul. św. Wojciecha 12 (d. pl. Kościelny), z 1549, z połowy XVII w., 1815
- zespół budynków szkolnych, ul. Wrocławska 17, z początku XX w.
- dom, ul. Ziębicka 2, z 1885

Ząbkowice Śląskie-Sadlno
- kościół par. pw. św. Jadwigi.

inne zabytki:
- cmentarz żydowski

## Demografia
Piramida wieku mieszkańców Ząbkowic Śląskich w 2014 roku.

## Kultura

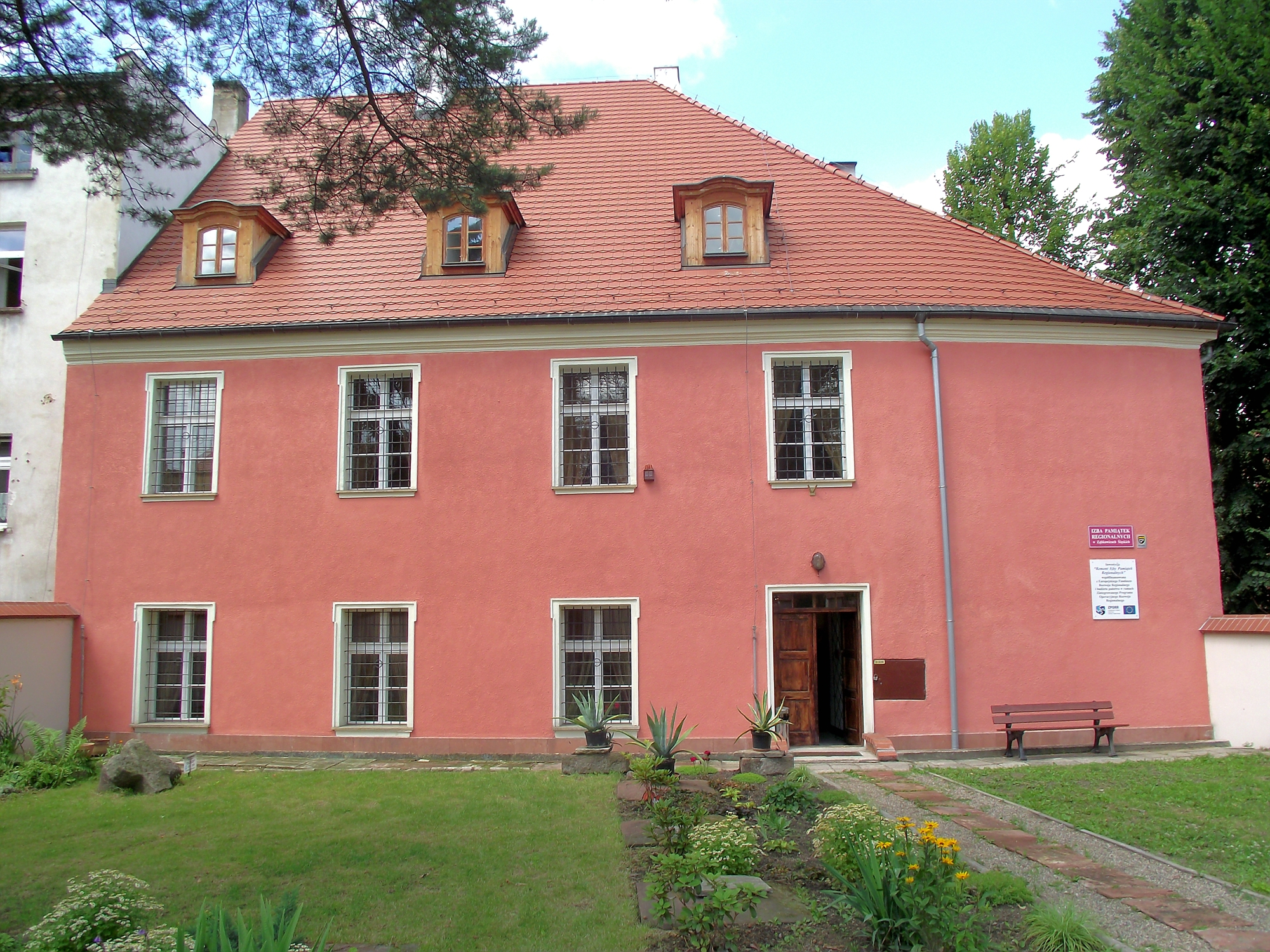
Izba Pamiątek Regionalnych im. J. Glabiszewskiego

W mieście istnieje kilka instytucji, które są animatorami życia kulturalnego miasta. Najważniejszą instytucją z dziedziny kultury w mieście jest Ząbkowicki Ośrodek Kultury. ZOK zajmuje się edukacją artystyczną, organizowaniem imprez rozrywkowo-kulturalnych, jest aktywatorem działań artystycznych. ZOK prowadzi również sekcje i koła zainteresowań, które zrzeszają mieszkańców, prowadzi również kino. Do stałych imprez, organizowanych przez ośrodek należą m.in.:
- Weekend z Frankensteinem
- Polsko-Czeskie Dni Kultury Chrześcijańskiej
- Biesiada Wielkanocna
- Konkurs Piosenki „Wiosna Piosenki Śpiewa”
- Potworny Zlot (zlot motocyklistów)

W mieście działa także Biblioteka Publiczna Miasta i Gminy, oraz Izba Pamiątek Regionalnych im. Jerzego Glabiszewskiego.

## Wspólnoty wyznaniowe

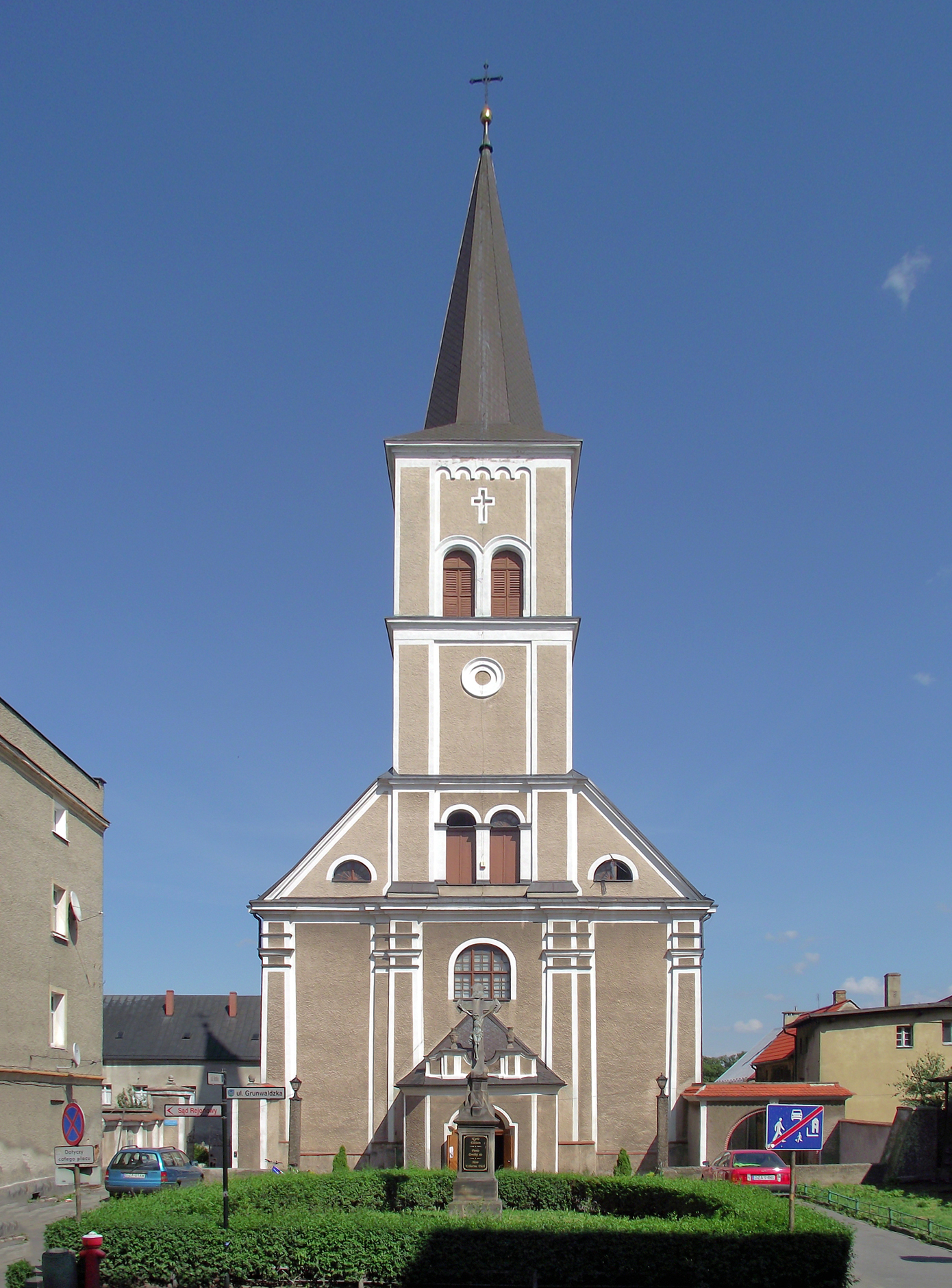
Kościół Podwyższenia Krzyża Świętego

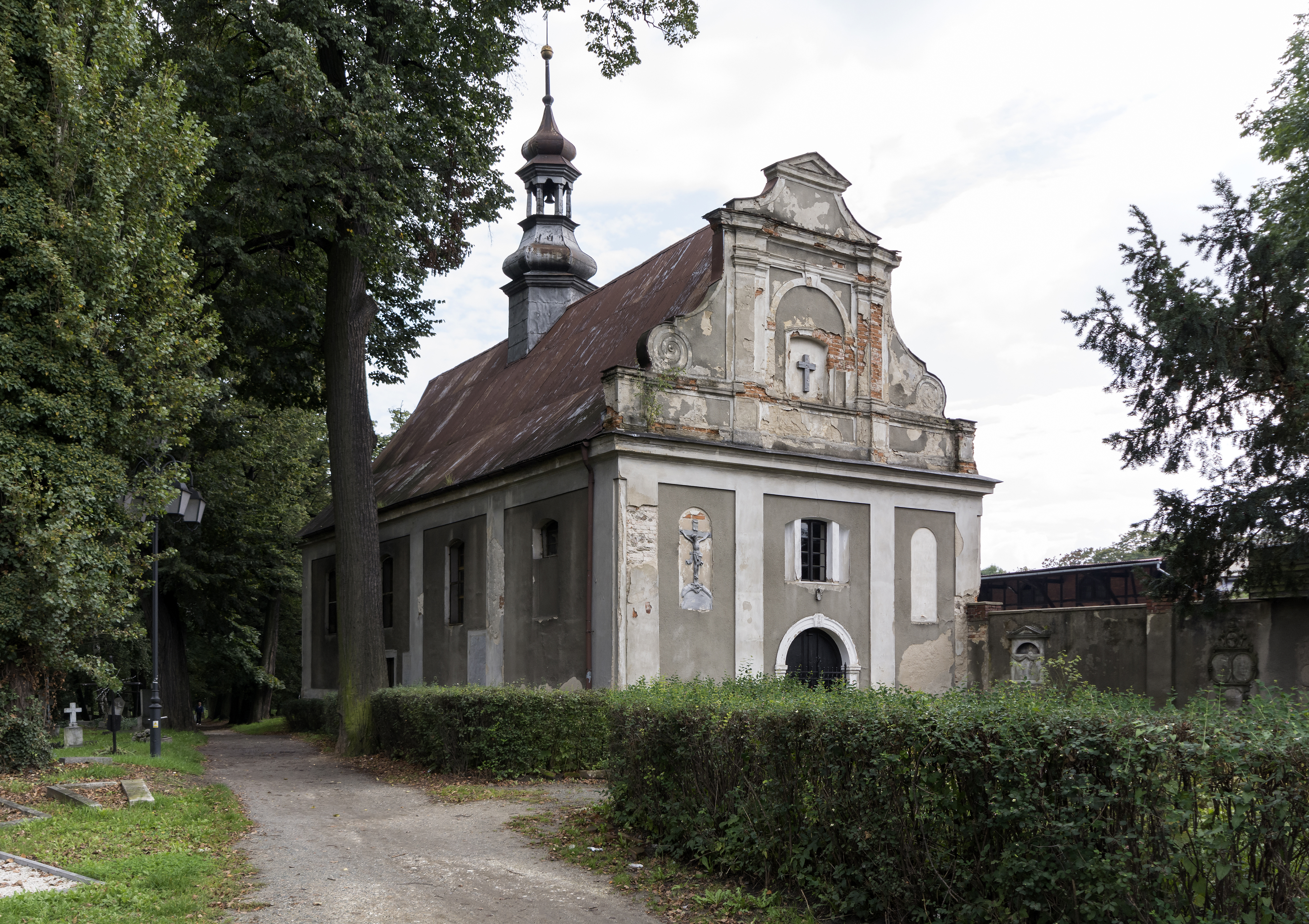
Dawna kaplica cmentarna, ob. kościół polskokatolicki Narodzenia Najświętszej Maryi Panny

- Chrześcijańska Wspólnota Ewangeliczna:
  - placówka misyjna w Ząbkowicach Śląskich[13]
- Kościół rzymskokatolicki[14]:
  - parafia św. Anny
  - parafia św. Jadwigi
  - parafia Najświętszego Serca Pana Jezusa
- Polski Autokefaliczny Kościół Prawosławny:
  - parafia św. Jerzego[15]
- Kościół Ewangelicko-Augsburski:
  - filiał parafii w Kłodzku – kaplica przy ul. Piastowskiej 8[16][17]
- Kościół Ewangelicko-Metodystyczny:
  - parafia w Ścinawce Średniej – filiał w Ząbkowicach Śląskich[18]
- Kościół Zielonoświątkowy:
  - zbór „Chrześcijańska Społeczność”[19]
- Świadkowie Jehowy:
  - zbór Ząbkowice Śląskie-Południe[20]
  - zbór Ząbkowice Śląskie-Północ (Sala Królestwa ul. Piastowska 2a)[20][21].

## Komunikacja i transport

### Transport drogowy i kolejowy

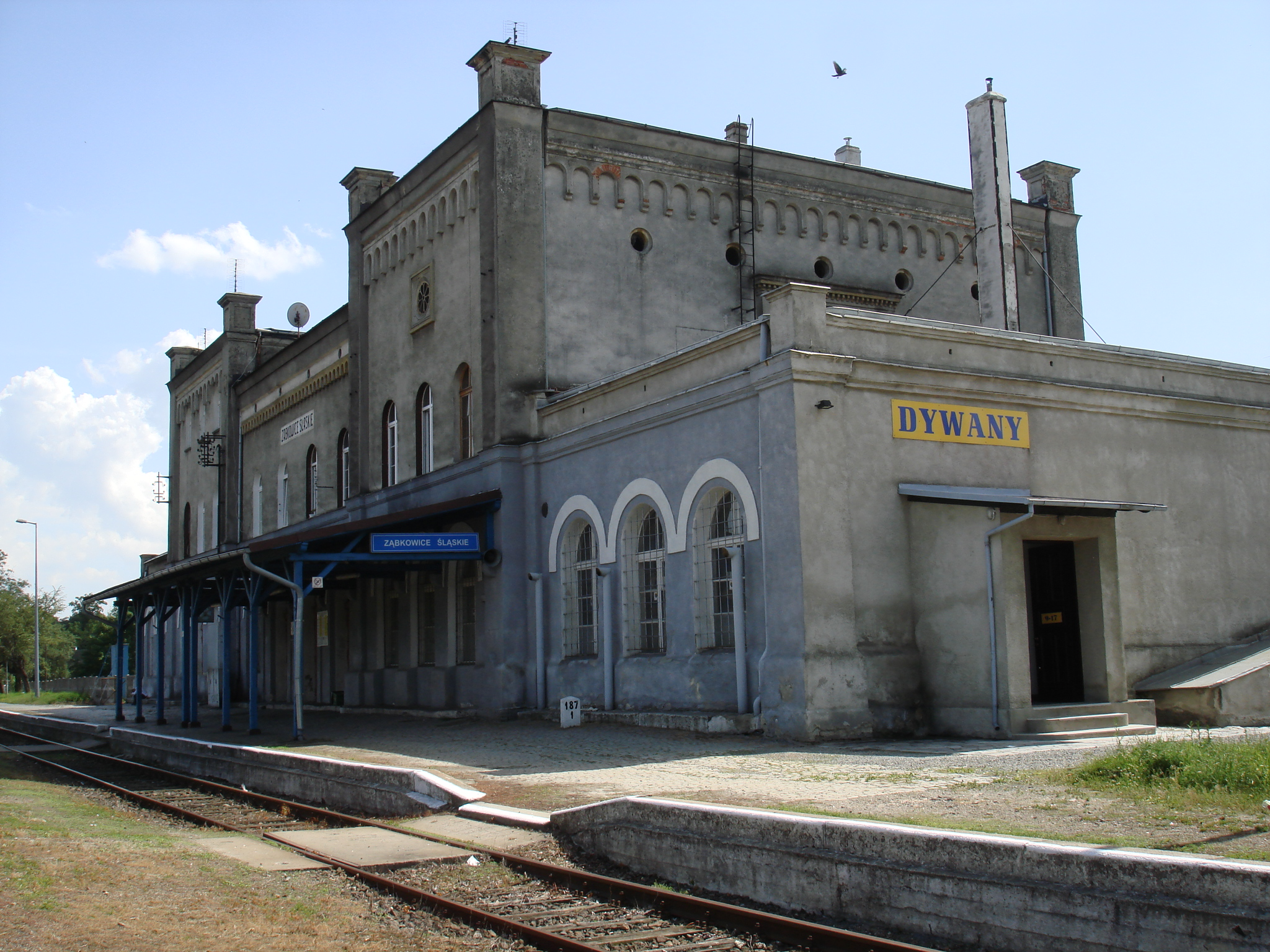
Stacja kolejowa w Ząbkowicach Śląskich

Przez miasto przebiega kilka szlaków komunikacyjnych. Są to:
- droga krajowa nr 8 (Warszawa – Piotrków Trybunalski – Wrocław – Kudowa-Zdrój)
- droga wojewódzka nr 382 (Paczków – Świdnica)
- droga wojewódzka nr 385 (Nowa Ruda – Ziębice)
- drogi lokalne do Bobolic, Czerńczyc, Piławy Górnej
- linia kolejowa nr 137 z Katowic do Legnicy.

Do miasta można się dostać autobusami lub koleją. W mieście istnieje dworzec autobusowy i kolejowy. Od 2020 roku w mieście działa komunikacja miejska, która składa się z 7 Solarisów Urbino 12 hybrid.

### Transport lotniczy
W 2011 przy ul. Rzecznej otworzono lądowisko sanitarne.

## Klimat (1979–2013)
Średnie miesięczne ciśnienie atmosferyczne waha się od 1014,5 hPa (IV) do 1019,4 hPa (I), największy zanotowany wzrost ciśnienia 24 hPa, największy spadek 24 hPa.
Średnia roczna prędkość wiatru wynosi 3,6 m/s. Najmniejsze średnie zachmurzenie osiąga 47% (VIII), największe 77% (XII), średnie roczne 62%.
Średnia roczna temperatura powietrza osiąga +8,4 °C. W przebiegu rocznym najchłodniejszy jest styczeń (–1,0 °C), najcieplejszy lipiec (+18,0 °C). Najwyższą maksymalną temperaturę zanotowano 28 lipca 2013 (+36,5 °C), najniższą temperaturę minimalną 14 stycznia 1987 (–27,7 °C).
Absolutna amplituda temperatury powietrza osiągnęła 64,2 °C. W ciągu roku występuje 35 dni gorących, czyli takich, w których maksymalna temperatura przekracza 25 °C, z czego 5 to dni upalne z temperaturą powyżej 30 °C; czasami zdarzają się w Ząbkowicach Śląskich dni bardzo upalne, podczas których maksymalna temperatura przekracza 35 °C. Najdłuższe fale upałów nad miastem wystąpiły:
- 6–10 sierpnia 1992 (5 dni)
- 24 lipca–2 sierpnia 1994 (10 dni)
- 19–23 lipca 2006 (5 dni)
- 10–17 lipca 2010 (8 dni)[22]

Najwięcej dni upalnych (z temperaturą maksymalną powyżej 30 °C) zanotowano w 1994 – aż 17 dni, z czego 10 w lipcu 1994.
Latem występują bardzo rzadko tzw. tropikalne noce, kiedy temperatura minimalna nie spada poniżej 20 °C. Zdarzają się one na przełomie lipca i sierpnia. Najwyższą minimalną temperaturę w Ząbkowicach Śląskich zanotowano 30 VII 2005 i było to 20,6 °C.
Dni mroźnych, z ujemną temperaturą maksymalną (poniżej 0 °C) jest w Ząbkowicach Śląskich tylko 30 rocznie. Średnia roczna suma opadu wynosi 548 mm.
Największe średnie miesięczne sumy opadu 88 mm (VII), najmniejsze 23 mm (II). Notowanych jest średnio 103 dni z opadem w roku (z maksimum w lecie).
| Miesiąc                                 | Sty   | Lut   | Mar   | Kwi  | Maj  | Cze  | Lip  | Sie  | Wrz  | Paź  | Lis   | Gru   | Roczna |
| --------------------------------------- | ----- | ----- | ----- | ---- | ---- | ---- | ---- | ---- | ---- | ---- | ----- | ----- | ------ |
| Rekordy maksymalnej temperatury [°C]    | 14.5  | 17.7  | 21.6  | 29.4 | 31.6 | 33.7 | 36.5 | 36.3 | 30.0 | 26.2 | 18.4  | 14.5  | 36,5   |
| Średnie temperatury w dzień [°C]        | 1,9   | 3,0   | 7,6   | 13,6 | 19,0 | 21,7 | 23,9 | 23,9 | 18,8 | 13,6 | 7,0   | 3,1   | 13,1   |
| Średnie dobowe temperatury [°C]         | -1,0  | -0,4  | 3,3   | 8,0  | 13,2 | 16,1 | 18,0 | 17,6 | 13,3 | 8,8  | 3,7   | 0,4   | 8,4    |
| Średnie temperatury w nocy [°C]         | -4,2  | -3,7  | -0,4  | 3,0  | 7,5  | 10,8 | 12,5 | 12,1 | 8,7  | 4,7  | 0,7   | -2,5  | 4,1    |
| Rekordy minimalnej temperatury [°C]     | -27.7 | -25.6 | -17.5 | -6.5 | -2.4 | 1.8  | 5.0  | 4.4  | 0.3  | -6.5 | -15.7 | -24.9 | −27,7  |
| Opady [mm]                              | 25    | 23    | 33    | 37   | 58   | 78   | 88   | 66   | 53   | 31   | 30    | 28    | 548    |
| Średnia liczba dni z opadami            | 7     | 7     | 9     | 8    | 10   | 11   | 12   | 9    | 9    | 6    | 7     | 8     | 103    |
| Źródło: Na podstawie 35-lecia 1979-2013 |       |       |       |      |      |      |      |      |      |      |       |       |        |

## Sport
W Ząbkowicach Śląskich istnieje Ośrodek Sportu i Rekreacji, który jest organizatorem wielu imprez stałych lub okazjonalnych. Posiada on w swych strukturach Halę widowiskowo-sportową (Słoneczną), „Orlika 2012”, zespół boisk sportowych, Skate Park (na terenie stadionu) oraz siłownię (w hali). W mieście ponadto istnieją kluby sportowe: piłkarski „Orzeł”, jeździecki „Galop”, Ludowe Zrzeszenie Sportowe „Rolnik” oraz klub „Polonia”.
Klub jeździecki „Galop” prowadzi, prócz sekcji jeździeckiej, również sekcje gimnastyczno-woltyżerską. Zawodnicy tej sekcji odnoszą sukcesy nie tylko w kraju, ale również na arenach światowych. Klub zajmuje się aktywną edukacją jazdy konnej. Prowadzi zajęcia w stopniach od podstawowego do zaawansowanego w różnych działach takich jak: ujeżdżenie, skoki, woltyżerka.

Klub zajmuje się także hipoterapią, organizuje przejazdy bryczką, a zimą skiring i kuligi. Klub zdobył tytuł wielokrotnego Mistrza Polski w woltyżerce. Tytuł zdobył Adam Susłowski. Zajął on także trzecie miejsce w Amatorskich Zawodach w Ujeżdżeniu, i brał udział w Mistrzostwach Świata w 2000 roku oraz Mistrzostwach Europy w 1999 roku.

## Edukacja

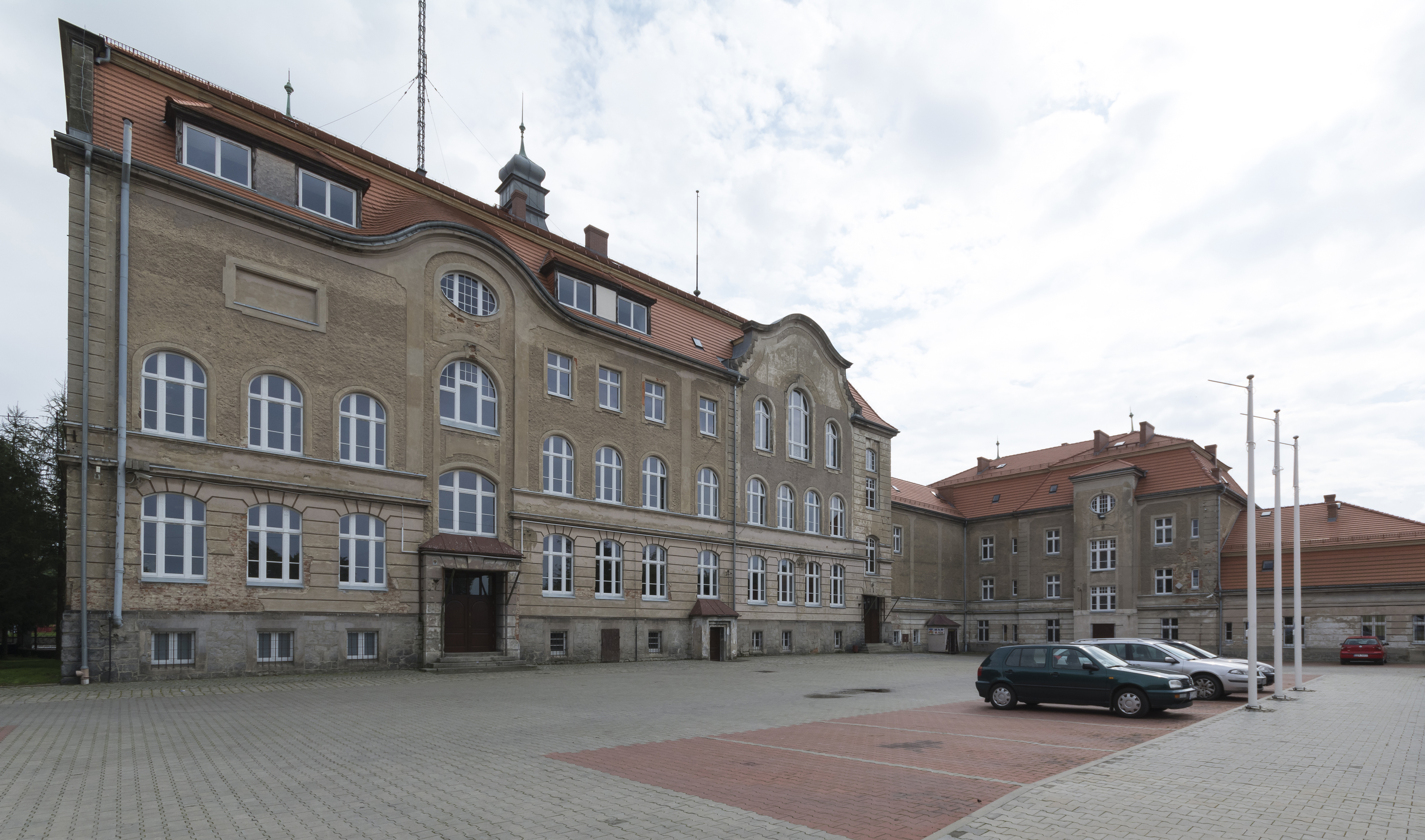
Zespół Szkół Zawodowych im. Stanisława Staszica

W mieście istnieją szkoły podstawowe i średnie oraz zamiejscowy ośrodek dydaktyczny Uniwersytetu Ekonomicznego z Wrocławia.
Szkoły podstawowe:
- Szkoła Podstawowa nr 1 im. Tadeusza Kościuszki (dyr. Andrzej Popławski)
- Szkoła Podstawowa nr 2 z Oddziałami Przedszkolnymi w Ząbkowicach Śl. (dyr. Jarosław Machnik)
- Szkoła Podstawowa nr 3 im. Mikołaja Kopernika (dyr. Bogusława Raba)

Szkoły średnie:
- Liceum Ogólnokształcące im. Władysława Jagiełły (dyr. Tomasz Błauciak)
- Zespół Szkół Zawodowych im. Stanisława Staszica (dyr. Ryszard Pawłowski)

Szkoły wyższe:
- ośrodek zamiejscowy Uniwersytetu Ekonomicznego we Wrocławiu
- Wyższa Szkoła Humanistyczno-Ekonomiczna w Łodzi (oddział szkoły mieści się w Liceum Ogólnokształcącym)

## Współpraca międzynarodowa
Miasto Ząbkowice Śląskie współpracuje z kilkoma miastami partnerskimi m.in. z Czech, Niemiec, czy Rumunii. Kontakty partnerskie z miastem Červený Kostelec opierają się na wymianie doświadczeń w zakresie edukacji, kultury, sportu czy turystyki. Z miastem Wiesloch Ząbkowice wymieniają się doświadczeniami w zakresie edukacji, kultury, a także w sferze gospodarki. Od 2001 roku (jeszcze nieoficjalnie) Ząbkowice Śląskie nawiązały kontakt z rumuńską gminą Bran.
| Miasto             | Państwo | Data podpisania umowy |
| ------------------ | ------- | --------------------- |
| Červený Kostelec   | Czechy  | 1993                  |
| Wiesloch           | Niemcy  | 6 września 1998       |
| Uchte              | Niemcy  | 2005                  |
| Bran               | Rumunia | 2001                  |
| Sławno             | Polska  |                       |
| Fontenay-aux-Roses | Francja | 2014                  |

## Przyroda
Gmina Ząbkowice Śląskie, tak jak i miasto, nie są mocno zalesione. Jedynie niecałe 8% powierzchni gminy jest pokryte lasami. W okolicy miasta istnieją rezerwaty przyrody takie jak „Skałki Stoleckie” w okolicach wsi Stolec czy „Muszkowicki Las Bukowy” w okolicach wsi Sieroszów. W okolicach miasta występują złoża magnezytu, niklu, chryzoprazów czy gabra. Wydobywany jest także sjenit i materiały ilaste, które służą do wyrobu materiałów budowlanych.

## Media
W mieście działa telewizja kablowa i wydawane są gazety:
- „Express-Miejski.pl”
- Telewizja Kablowa „Netia”
- Telewizja Kablowa „Multimedia”
- „Wiadomości Powiatowe”
- „Informator Samorządowy”
- „Polski Tygodnik Regionalny”
- „Echo Tygodnia”
- „Panorama Ząbkowicka”
- „Gazeta Ząbkowicka”